# Dark Horse (песня Кэти Перри)
«Dark Horse» (с англ. — «Тёмная лошадка») — песня американской певицы Кэти Перри при участии американского рэпера Juicy J. Первоначально она была выпущена 17 сентября 2013 года лейблом Capitol Records в качестве первого промосингла с четвёртого студийного альбома Перри Prism (2013). Три месяца спустя она была выпущена в качестве третьего официального сингла 17 декабря. Оба артиста написали песню совместно с её продюсерами Максом Мартином, Cirkut и Dr. Luke, а также Сарой Хадсон. Она была задумана Перри и Хадсон во время сессии написания в родном городе Перри Санта-Барбаре, Калифорния, и Juicy J позже был заказан для куплета в песне.
«Dark Horse» сочетает в себе жанры такие как трэп, хип-хоп, поп-рэп и электропоп, воспроизводя то, что было описано как «смесь южного рэпа и техно». Трек отличается минимальным продакшеном, с «соблазнительным» и «зрелым» тоном вокала Перри, в то время как Juicy J участвует во вступлении и рэп-бридже песни. Перри в интервью говорила, что хотела, чтобы в песне была «ведьмовская, колдовская идея о чёрной магии», поэтому она написала её с точки зрения ведьмы, предупреждающей мужчину не влюбляться в неё, потому что если он это сделает, она станет его последней. Песня была частью конкурса, спонсируемого Пепси, в котором фанаты могли проголосовать через Твиттер за то, что они предпочтут, чтобы «Dark Horse» или «Walking on Air» были выпущены в качестве первого рекламного сингла Prism.
«Dark Horse» имел коммерческий успех, заняв первое место в чартах Канады, Нидерландов, Польши и США. Он также вошёл в десятку лучших почти в 20 странах, включая Новую Зеландию, Великобританию, Швецию и Венесуэлу, а также в чарте Digital Songs журнала Billboard. Billboard отдает должное "Dark Horse" за помощь в закреплении места трэп-музыки в чартах. Песня стала 13-м хитом Перри, который попал в лучшую десятку чарта Billboard Hot 100 и 10-м лидером чарта Hot Digital Songs. Перри впервые исполнила песню вживую на музыкальном фестивале iHeartRadio 2013 в Лас-Вегасе 20 сентября 2013 года. Первое крупное телевизионное выступление песни состоялось на 56-й ежегодной премии «Грэмми» 26 января 2014 года. «Dark Horse» была номинирована на Лучшее поп-исполнение дуэтом или группой на 57-й ежегодной премии Грэмми, но уступила награду Кристине Агилере и A Great Big World за песню «Say Something». Она выиграла Сингл года на American Music Awards 2014. Песня была продана тиражом 13,2 миллиона копий (совокупные продажи и эквивалентные трекам потоки), став второй самой продаваемой песней во всем мире в 2014 году.
В 2014 году христианский рэп-исполнитель Flame подал иск о нарушении авторских прав против Перри и других авторов песен, утверждая, что «Dark Horse» скопировала его песню 2008 года «Joyful Noise». 29 июля 2019 года федеральное жюри вынесло решение в пользу Flame и соистцов Da' T.R.U.T.H. и Чике Оджукву. Жюри постановило, что Перри, ее соавторы и связанные с ней лейблы должны выплатить 2,78 миллиона долларов в качестве компенсации ущерба; из которых Перри должна была выплатить 550 000 долларов. Однако отчасти из-за аналогичного решения, которое признало «Stairway to Heaven» Led Zeppelin чистым от нарушения авторских прав в Девятом округе, решение жюри было отменено в апелляции в марте 2020 года.

## Отзывы музыкальных критиков
Обозреватель Spin Марк Хоган назвал текст песни «салатом из клише», но он был убеждён, что композиция может стать потенциальным хитом, благодаря «парящим хукам» и «гладко структурированной продукции». Джейсон Липшатц из американского издания Billboard заявил, что Перри «поразила всех» в исследовании трэп-звучания.

## Коммерческий прием
В чарте Billboard Hot 100, датированным 5 октября 2013 годом, «Dark Horse» дебютировала на 17 строчке. Также песня заняла 4 место в чарте цифровых загрузок Hot Digital Songs с продажами 194 тысяч копий за первую неделю. В декабре, основываясь на успехах промосингла, «Dark Horse» была выбрана третьим официальным синглом с альбома Prism. 11 декабря песня поднялась на 7 строчку чарта Hot Digital Songs с продажами 285 тысяч копий. «Dark Horse» также дебютировала на 34 строчке в чарте Billboard Hot Dance Club Songs. На следующей неделе песня вошла лучшую десятку чарта Billboard Hot 100, поднявшись сразу на 6 строчку с недельными продажами 229 тысяч копий. Через несколько недель сингл уже занимал первое место в чарте цифровых скачиваний Hot Digital Songs с объёмом недельных продаж в 243 тысячи копий. 29 января 2014 года «Dark Horse» заняла первое место в американском чарте Billboard Hot 100, став девятой песней Перри, которая стала лидером в данном рейтинге. Перри стала единственным артистом в данном десятилетии, чьи песни ежегодно занимали первое место в Billboard Hot 100. Песня занимала первое место в течение четырёх недель. Она была смещена с верхней строчки Фарреллом Уильямсом с песней «Happy».
К февралю 2017 года тираж сингла превысил 6,3 млн копий в США и он получил 11-кратную платиновую сертификацию Recording Industry Association of America (RIAA). К июню 2018 года общемировой тираж превысил 17 млн копий.

## Музыкальное видео

### Предыстория
В интервью для издания Billboard рэпер Juicy J рассказал, что съемки видеоклипа начались. Также он добавил, что видеоклип будет представлять собой «полнометражную картину». Подробности видео рэпер не раскрыл, однако уточнил, что «это одно из лучших видео Перри и заслуживает высшей оценки».
После анонса еженедельного чарта Billboard Hot 100, где Dark Horse заняла первую строчку, Billboard подтвердил, что «Перри находится в процессе съемки». 5 февраля 2014 года Перри написала в Twitter, что клип выйдет «скоро». 13 февраля вышел тизер видеоклипа на Vevo-аккаунте: превью подтвердило, что видео будет на египетскую тематику. Также было сообщено, что Перри предстанет перед зрителями в новом альтер эго Кэти Патры (Katy Pätra), вдохновленным именем египетской правительницы Клеопатрой. Видеоклип вышел 20 февраля 2014 года.

### Сюжет
Видеоклип начинается со сцены заката и надписи «a crazy long time ago» (в 1500 году до нашей эры) в Мемфисе, Египет. В первой части клипа персонаж Перри Кэти Патра предстает перед зрителями в белом платье и светлом парике. Патра плывет в огромной лодке на фоне заката солнца, пирамид и пальм. В следующей сцене Патра сидит на троне в форме сфинкса и одета в длинное платье темных расцветок. К ней приезжают иногородние фараоны и привозят ей дары. Первым подарком был большое бриллиантовое кольцо. Патра превратила фараона в драгоценные камни, которые надеваются на зубы. Вторым даром были заморские блюда. Патра не оценила их вкус, превратив последующего мужчину в воду. Третий жених подарил ей колесницу, но был превращён в подвесные кубики, которые вешаются на лобовое стекло автомобилей. Четвёртый претендент предстал перед Патрой в маске крокодила. Испугавшись, Патра превратила его в сумочку. В некоторых сценах Патра покрыта серебряным покрытием и сидит среди скульптур животных. В следующий момент Перри стоит на голубом фоне и одета в экстравагантное золотое платье; сзади в воздухе парят золотые иероглифы. В куплете Juicy J, рэпер появляется из саркофага. Перри исполняет танец около шеста в парике из русых волос. Последним подарком стала огромная пирамида золотых и розовых цветов. Патра взобралась на вершину в образе богини Исиды. А жениха превратила в собаку с человеческой головой.

### Прием
Музыкальное видео получило одобрение от специалистов в области египтологии за правильную интерпретацию египетской культуры. Говоря об образе Клеопатры, Роберт Р. Ритнер, профессор в области египтологии Чикагского университета, сказал: «Тот, кто занимался этой работой на самом деле знал кое-что о мифе Клеопатры. Есть ряд особенностей, какие бы я смог использовать в своей работе».
Видеоклип имеет более 3,5 млрд просмотров на видеохостинге YouTube по состоянию на апрель 2023 года и является 3 самым успешным женским видео за всю историю видеохостинга.
Музыкальный клип также является первым в истории женским видеоклипом, сумевшим набрать более 1 млрд просмотров на YouTube.
В конце 2014 года видеохостинг YouTube назвал видеоклип самым просматриваемым за весь год.
Клип победил на церемонии MTV Video Music Awards 2014 в номинации «Лучшее женское видео», на церемонии MTV Europe Music Awards 2014 в номинации «Лучший клип»
Песня стала самой продаваемой в 2014 году, а также стала одной из самых успешных песен за все существование музыкальной индустрии.

## Иск о нарушении авторских прав
1 июля 2014 года газета St. Louis Post-Dispatch сообщила, что христианский рэпер Flame и другие подали иск против Перри, Capitol Records и соавторов Перри за нарушение авторских прав на песню «Joyful Noise», которая появилась на альбоме 2008 года Our World: Redeemed. Продюсер Чике Оджукву вместе с соавтором песни Da' T.R.U.T.H. были указаны в качестве соистцов. Cho'zyn Boy, диджей Flame в 2014 году, заявил, что песня Перри «идентична» «Joyful Noise», но на десять ударов в минуту медленнее по темпу и на одну ступень выше по тону. В дополнение к претензиям о нарушении авторских прав, в иске утверждалось, что «по любым меркам, искренне религиозное послание „Joyful Noise“ было непоправимо запятнано его ассоциацией с колдовством, язычеством, чёрной магией и образами иллюминатов, вызванными той же музыкой в „Dark Horse“». Рэпер Лекрэй, который участвует в песне и изначально был включен в качестве истца в иск, пояснил MTV, что «я был в Гонконге, [когда] вышел пресс-релиз, и это не моя песня — это песня моего парня Флейма, и я уважаю интеллектуальную собственность каждого — но это заявление о колдовстве и прочем, это не моё заявление, и я не поддерживаю это заявление». Чтобы отказаться от иска, Лекрэй бесплатно передал свои права на песню Флейму, Da' T.R.U.T.H. и Оджукву.
В августе 2018 года Кристина Э. Снайдер из Окружного суда Соединённых Штатов по Центральному округу Калифорнии вынесла решение против решения суда в порядке упрощённого судопроизводства, утверждая, что истцы «продемонстрировали подлежащий рассмотрению вопрос факта в отношении доступа, поскольку «Joyful Noise» достигла успеха у критиков, включая номинацию на премию Грэмми, и была легко доступна и просмотрена миллионы раз на YouTube и MySpace». Она также сослалась на аргументы музыковеда Тодда Деккера, который утверждал, что песни имеют «пять или шесть точек сходства»; в частности, остинато в обеих песнях либо идентичны, либо близки по длине фразы, ритму, содержанию высоты тона и тембру. Перри и доктор Люк возразили собственным экспертным заключением музыковеда Лоуренса Феррары о том, что сходства между двумя песнями являются лишь общими элементами. Во время федерального суда в июле 2019 года Перри, доктор Люк и Макс Мартин дали показания о том, что они никогда не слышали «Joyful Noise», а также о триллионах видеороликов, загруженных на YouTube в период с 2009 по 2013 год, и их команда защиты попыталась продемонстрировать, что «Joyful Noise» не был широко доступен для аудитории. Адвокат Flame и другие истцы отметили, что Перри в начале 2000-х годов начала свою карьеру в христианской поп-музыке, на что Перри ответила, что даже в тот период своей карьеры она «в основном всегда слушала ... светскую музыку в любом случае».
Феррара утверждал, что «Dark Horse» содержит элементы, общие для бесчисленных песен, включая гораздо более старые песни «Mary Had a Little Lamb», «Jolly Old St. Nicholas» и «Merrily We Roll Along». Деккер утверждал, что нисходящие мелодии каждого остинато уникальны и что он «не видел другого произведения, которое нисходит так, как эти два». Адвокат Перри и другие ответчики обвинили Flame и других истцов в «попытке завладеть базовыми строительными блоками музыки, алфавитом музыки, который должен быть доступен каждому». Другой аргумент Перри и других ответчиков заключался в том, что, поскольку Оджукву никогда не регистрировал созданный им бит и позже лицензировал его для Flame, «Joyful Noise» сам по себе был производным произведением. Когда Перри давала показания в суде, изначально технические проблемы не позволили её адвокатам исполнить «Dark Horse» в зале суда, и Перри пошутила: «Я могла бы исполнить её для вас вживую». 29 июля 2019 года федеральное жюри присяжных постановило, что Перри, Juicy J, Dr. Luke, Max Martin, Cirkut и Sarah Hudson виновны в нарушении, наряду с Capitol Records, Warner Bros. Music Publishing, Kobalt Publishing и Kasz Money Inc . Жюри присудило истцам 2,78 миллиона долларов, из которых сама Перри должна была выплатить 550 000 долларов.
Перри и другие ответчики ходатайствовали о вынесении решения в порядке закона. Пока ходатайство рассматривалось, в начале марта 2020 года Девятый округ (частью которого является Центральный округ Калифорнии) вынес постановление по аналогичному давнему иску о том, нарушила ли песня Led Zeppelin «Stairway to Heaven» авторские права на песню «Taurus» группы Spirit. В своём постановлении Девятый округ установил, что «Stairway to Heaven» не нарушала авторские права на «Taurus», в частности отменив своё «правило обратного отношения», которое оно использовало в нескольких предыдущих случаях. Адвокаты Перри восприняли это постановление как часть своей апелляции судье Снайдеру. 17 марта 2020 года судья Снайдер отменил решение суда присяжных, сославшись на многочисленные факторы, в том числе на то, что представленные доказательства не подтверждают решение суда присяжных, и на недавнее решение Девятого округа. Снайдер написал: «Относительно распространенная комбинация из 8 нот незащищенных элементов, которая случайно воспроизводится в тембре, общем для определенного жанра музыки, не может быть настолько оригинальной, чтобы гарантировать защиту авторских прав». Снайдер отменил вердикт присяжных и отклонил ходатайства о новом судебном разбирательстве, хотя заявил, что если дело будет рассматриваться в апелляционном порядке в Девятом округе, то потребуется новое судебное разбирательство с участием присяжных . Девятый округ вынес решение 3–0 в марте 2022 года, подтвердив решение Снайдера в пользу Перри, заявив, что «разрешение авторских прав на этот материал по сути будет равносильно разрешению неправомерной монополии на двухнотные последовательности или даже на саму минорную гамму».

## Чарты
| Чарты (2013—2014)                                    | Высшая позиция |
| ---------------------------------------------------- | -------------- |
| Австралия (Digital Tracks, ARIA)                     | 5              |
| Австрия (Ö3 Austria Top 40)                          | 2              |
| Бельгия/Фландрия (Ultratop 50)                       | 1              |
| Бельгия/Валлония (Ultratop 50)                       | 3              |
| Болгария (IFPI)                                      | 1              |
| Бразилия (Billboard Brasil Hot 100)                  | 18             |
| Бразилия Hot Pop Songs                               | 4              |
| Канада (Billboard Canadian Hot 100)                  | 1              |
| Канада (Billboard AC)                                | 7              |
| Канада (Billboard CHR/Top 40)                        | 1              |
| Канада (Billboard Hot AC)                            | 2              |
| Чехия (Rádio — Top 100)                              | 2              |
| Чехия (Singles Digitál Top 100)                      | 4              |
| Дания (Tracklisten)                                  | 6              |
| Европа (Billboard Euro Digital Song Sales)           | 3              |
| Финляндия (Latauslista Download)                     | 5              |
| Франция (SNEP)                                       | 6              |
| Германия (GfK)                                       | 6              |
| Греция (Digital Songs, Billboard)                    | 4              |
| Венгрия (Single Top 40)                              | 8              |
| Венгрия (Rádiós Top 40)                              | 27             |
| Ирландия (IRMA)                                      | 3              |
| Израиль (Media Forest)                               | 4              |
| Италия (FIMI)                                        | 5              |
| Япония (Billboard Japan Hot 100)                     | 91             |
| Ливан (The Official Lebanese Top 20)                 | 14             |
| Люксембург (Billboard Luxembourg Digital Song Sales) | 1              |
| Мексика (Monitor Latino)                             | 4              |
| Нидерланды (Dutch Top 40)                            | 1              |
| Нидерланды (Single Top 100)                          | 1              |
| Новая Зеландия (Recorded Music NZ)                   | 2              |
| Норвегия (VG-lista)                                  | 2              |
| Польша (Polish Airplay Top 100)                      | 1              |
| Португалия (Billboard Portugal Digital Song Sales)   | 10             |
| Румыния (Romania TV Airplay)                         | 1              |
| Шотландия (OCC Scotland)                             | 3              |
| Словакия (Rádio — Top 100)                           | 16             |
| Словакия (Singles Digitál Top 100)                   | 11             |
| Словения (SloTop50)                                  | 24             |
| ЮАР (EMA)                                            | 5              |
| Испания (PROMUSICAE)                                 | 9              |
| Швеция (Sverigetopplistan)                           | 2              |
| Швейцария (Schweizer Hitparade)                      | 4              |
| Великобритания (OCC UK Singles)                      | 4              |
| США (Billboard Hot 100)                              | 1              |
| США (Billboard Adult Contemporary)                   | 6              |
| США (Billboard Adult Pop Airplay)                    | 2              |
| США (Billboard Dance Club Songs)                     | 1              |
| США (Billboard Latin Pop Airplay)                    | 16             |
| США (Billboard Pop Airplay)                          | 1              |
| США (Billboard R&B/Hip-Hop Airplay)                  | 12             |
| США (Billboard Rhythmic)                             | 1              |
| Венесуэла (Pop Rock, Record Report)                  | 2              |

| Чарт (2013)                        | Позиция |
| ---------------------------------- | ------- |
| Новая Зеландия (Recorded Music NZ) | 28      |

| Чарт (2014)                              | Позиция |
| ---------------------------------------- | ------- |
| Австралия (Digital Tracks, ARIA)         | 53      |
| Австрия (Ö3 Austria Top 40)              | 16      |
| Бельгия (Ultratop 50 Flanders)           | 10      |
| Бельгия (Ultratop 50 Wallonia)           | 15      |
| Канада (Canadian Hot 100)                | 6       |
| Дания (Tracklisten)                      | 16      |
| Германия (Official German Charts)        | 11      |
| Израиль (Media Forest)                   | 34      |
| Италия (FIMI)                            | 17      |
| Новая Зеландия (Recorded Music NZ)       | 31      |
| Польша (ZPAV)                            | 26      |
| Швеция (Sverigetopplistan)               | 16      |
| Великобритания (Official Charts Company) | 20      |
| США (Mainstream Top 40, Billboard)       | 1       |
| США (Hot Dance Club Songs, Billboard)    | 8       |
| США (Billboard Hot 100)                  | 2       |

| Чарт (1958—2018)        | Позиция |
| ----------------------- | ------- |
| США (Billboard Hot 100) | 106     |

## Сертификации
| Регион | Сертификация   | Продажи    |
| --- | -------------- | ---------- |
| Бельгия (BEA) | Золотой        | 15 000*    |
| Канада (Music Canada) | 7× Платиновый  | 391 000    |
| Франция (SNEP) |                | 75 000     |
| Германия (BVMI) | 3× Золотой     | 450 000    |
| Италия (FIMI) | 3× Платиновый  | 90 000*    |
| Мексика (AMPROFON) | 2× Платиновый  | 120 000*   |
| Новая Зеландия (RMNZ) | 2× Платиновый  | 30 000*    |
| Норвегия (IFPI Norway)                                                                                                   | 3× Платиновый  | 30 000     |
| Швеция (GLF) | 4× Платиновый  | 160 000    |
| Великобритания (BPI) | 2× Платиновый  | 1,700,000  |
| США (RIAA) | 11× Платиновый | 6 300 000  |
| Стриминг |                |            |
| Дания (IFPI Danmark) | 2× Платиновый  | 5 200 000^ |
| Испания (PROMUSICAE) | Платиновый     | 8 000 000* |
| * Данные о продажах приведены только на основе сертификации. ^ Данные о тиражах приведены только на основе сертификации. |                |            |